# Marathon van Seoel 2004
De marathon van Seoel 2004 werd gelopen op zondag 14 maart 2004. Het was de 60e editie van de marathon van Seoel. De Zuid-Afrikaan Gert Thys kwam als eerste over de streep in 2:07.06. De Koreaanse Eun-Jung Lee won bij de vrouwen in 2:26.17.

## Uitslagen

### Mannen
| rang   | naam               | land | tijd    |
| ------ | ------------------ | ---- | ------- |
| Goud   | Gert Thys          | RSA  | 2:07.06 |
| Zilver | William Kipsang    | KEN  | 2:07.43 |
| Brons  | Mbarak Hussein     | KEN  | 2:08.10 |
| 4      | Tereje Wodajo      | ETH  | 2:08.11 |
| 5      | Bong-Ju Lee        | KOR  | 2:08.15 |
| 6      | Young-Jun Ji       | KOR  | 2:08.54 |
| 7      | Samson Ramadhani   | TAN  | 2:10.38 |
| 8      | Alberto Chaíça     | POR  | 2:11.04 |
| 9      | Moses Tanui        | KEN  | 2:12.59 |
| 10     | Jimmy Muindi       | KEN  | 2:13.12 |
| 11     | Yun-Shan Zheng     | KOR  | 2:13.39 |
| 12     | Young-Jin Yu       | KOR  | 2:13.57 |
| 13     | Boaz Kimaiyo       | KEN  | 2:14.23 |
| 14     | Noriyuki Mizuguchi | JPN  | 2:15.42 |
| 15     | Jin-Soo Lim        | KOR  | 2:16.43 |
| 16     | Min-Su Jung        | KOR  | 2:17.35 |
| 17     | Young-Im Baek      | KOR  | 2:18.53 |
| 18     | Hwi-Sung Joun      | KOR  | 2:19.30 |
| 19     | Sang-Woo Kim       | KOR  | 2:19.49 |
| 22     | Young-Chu Kim      | KOR  | 2:21.43 |
| 24     | Abderazzak Haki    | MAR  | 2:26.38 |

### Vrouwen
| rang   | naam           | land | tijd    |
| ------ | -------------- | ---- | ------- |
| Goud   | Eun-Jung Lee   | KOR  | 2:26.17 |
| Zilver | Workenesh Tola | ETH  | 2:26.22 |
| Brons  | Zhang Shujing  | CHN  | 2:30.14 |
| 4      | Kyung-Hee Choi | KOR  | 2:30.19 |
| 5      | Jung-Hee Oh    | KOR  | 2:33.29 |
| 6      | Sun-Suk Yun    | KOR  | 2:34.36 |
| 7      | Sakiko Kato    | JPN  | 2:35.37 |
| 8      | Kim Eun-Jung   | KOR  | 2:36.21 |
| 9      | Mi-Ok Park     | KOR  | 2:36.42 |
| 10     | Li-Nan Wang    | CHN  | 2:41.01 |

1964 ·
1965 ·
1966 ·
1967 ·
1968 ·
1969 ·
1970 ·
1971 ·
1972 ·
1973 ·
1974 ·
1975 ·
1976 ·
1977 ·
1978 ·
1979 ·
1980 ·
1981 ·
1982 ·
1983 ·
1984 ·
1985 ·
1986 ·
1987 ·
1988 ·
1989 ·
1990 ·
1991 ·
1992 ·
1993 ·
1994 ·
1995 ·
1996 ·
1997 ·
1998 ·
1999 ·
2000 ·
2001 ·
2002 ·
2003 ·
2004 ·
2005 ·
2006 ·
2007 ·
2008 ·
2009 ·
2010 ·
2011 · 
2012 · 
2013 · 
2014 · 
2015 · 
2016 ·  
2017